# Лёфбергс Арена
«Лёфбергс Арена» — ледовая арена в шведском городе Карлстад. Расположена на левом берегу реки Кларэльвен в северной части города. В основном используется для хоккея с шайбой и является домашней ареной ХК Ферьестад.
Он открылся в 2001 году после капитального ремонта и значительного расширения ранее существовавшей арены Ферьестадс Исхалл и заменил его в качестве домашней арены для ХК Ферьестад и вмещает 8 647 человек. Название арены происходит от кофеобжарочного завода Löfbergs.

## События
В 2004, 2006 и 2018 годах на арене проходил полуфинал Мелодифестивалена. Другие известные музыкальные исполнители и группы, которые выступали на арене, включают Элтона Джона, Боба Дилана, Джона Фогерти, Брайана Адамса, Долли Партон, Рода Стюарта, Motörhead и Judas Priest.
30 сентября 2009 года «Фарьестад» встретился с командой НХЛ «Детройт Ред Уингз» в выставочном матче на Лёфбергс арене, проиграв 6-2.
Арена была местом проведения чемпионата мира по инлайн-хоккею среди мужчин 2010 года, а также чемпионата Европы по кёрлингу 2012 года.